# Polsk bank
Polsk bank är ett kortspel med tydlig hasardkaraktär, där vinst och förlust i allra högsta grad bestäms av slumpen. Spelet går ut på att sitta med rätt kort på handen när vinnande kort lottas fram.
Polsk bank kan spelas på lite olika sätt. Gemensamt för de olika varianterna är att spelet har en särskild spelledare som drar kort ur en extra kortlek för att på så sätt bestämma vilket eller vilka av deltagarnas kort som ska ge vinst.
Antalet spelare bör vara så många som möjligt (upp till 30 är fullt tänkbart). Minst två kortlekar används, en för spelledaren och en, eller eventuellt två, som deltagarna får eller köper kort från. Antalet kort per deltagare kan vara ett eller tre, men det förekommer att deltagarna mot betalning till potten får köpa ytterligare kort. Spelledaren vänder sedan upp korten ett och ett ur sin lek. Det sista kortet i denna lek är alltid ett vinstkort, och ofta tillkommer andra i förväg överenskomna kort som ger vinst, till exempel vart elfte uppvänt kort. Den eller de deltagare som på sin hand har motsvarande kort inkasserar delar av eller hela potten.